# Fürstenberg
Fürstenberg település Németországban, azon belül Alsó-Szászország tartományban. Lakosainak száma 1034 fő (2023. december 31.). Fürstenberg Holzminden és Boffzen községekkel határos.

## Népesség
A település népességének változása:
| Lakosok száma | 1099 | 1071 | 1060 | 1014 | 1031 | 1040 | 1034 |
|               | 2015 | 2016 | 2017 | 2019 | 2021 | 2022 | 2023 |